# Argostemma wrayi
Argostemma wrayi är en måreväxtart som beskrevs av George King. Argostemma wrayi ingår i släktet Argostemma och familjen måreväxter. Inga underarter finns listade i Catalogue of Life.